# Luke Reimer
Luke Reimer (Australia, 27 de mayo de 2000) es un jugador profesional australiano de rugby que se desempeña en la posición de ala abierto en Brumbies, equipo perteneciente a la liga Súper Rugby.

## Carrera
En 2019, Reimer se unió al equipo Warringah Rugby Club (2018-2019), después pasó a Brumbies, donde lleva jugando cuatro temporadas, teniendo en su haber más de cuarenta partidos jugados.